# Zygmunt Hohenzollern (1864–1866)
Franz Friedrich Sigismund (ur. 15 września 1864 w Poczdamie, zm. 18 czerwca 1866 tamże) - książę Prus z dynastii Hohenzollernów.
Urodził się jako trzeci syn (czwarte spośród ośmiorga dzieci) pruskiego następcy tronu Fryderyka (przyszłego króla Prus i cesarza Niemiec Fryderyka III) i jego żony księżnej Wiktorii. Po śmierci ojca 15 czerwca 1888 kolejnym królem Prus i cesarzem Niemiec został starszy brat Zygmunta Wilhelm II.
Książę Zygmunt został pochowany w Kościele Pokoju w Poczdamie.